# كورت هربرت أدلر
كورت هربرت أدلر (بالألمانية: Kurt Adler)‏ هو موزع نمساوي، ولد في 2 أبريل 1905 في فيينا في النمسا، وتوفي في 9 فبراير 1988 في كاليفورنيا في الولايات المتحدة.

## وصلات خارجية
- كورت هربرت أدلر على موقع الموسوعة البريطانية (الإنجليزية)
- كورت هربرت أدلر على موقع ميوزك برينز (الإنجليزية)
- كورت هربرت أدلر على موقع أول ميوزيك (الإنجليزية)